# Ричард Кромвел
Ричард Кромвел (енгл. Richard Cromwell; Хантингдон, 4. октобар 1626 — Чесант, 12. јул 1712) је био други лорд заштитник Енглеске, Шкотске и Ирске.
Лорд заштитник је био од 3. септембра 1658. до 25. маја 1659. године. Ричард Кромвел је треће дете Оливера Кромвела. Служио је у војсци Парламента и био члан Парламента и државног савета. Након очеве смрти проглашен је лордом протектором, али убрзо се суочио с озбиљним тешкоћама и био присиљен да абдицира. Пошто је нагомилао велике дугове, побегао је у Париз (1660) да би избегао повериоце.
Збачен је са власти тако да га је наследила династија Стјуарт односно Чарлс II.